# Чатгем (Нью-Гемпшир)
Чатгем (англ. Chatham) — місто (англ. town) в США, в окрузі Керролл штату Нью-Гемпшир. Населення — 341 особа (2020).

## Демографія
Згідно з переписом 2010 року, у місті мешкало 337 осіб у 139 домогосподарствах у складі 95 родин. Було 270 помешкань
Расовий склад населення:
| - 97,6 % — білих - 0,3 % — азіатів |

До двох чи більше рас належало 2,1 %. Частка іспаномовних становила 0,3 % від усіх жителів.
За віковим діапазоном населення розподілялося таким чином: 19,6 % — особи молодші 18 років, 63,8 % — особи у віці 18—64 років, 16,6 % — особи у віці 65 років та старші. Медіана віку мешканця становила 45,1 року. На 100 осіб жіночої статі у місті припадало 108,0 чоловіків;  на 100 жінок у віці від 18 років та старших — 108,5 чоловіків також старших 18 років.
Середній дохід на одне домашнє господарство  становив 92 067 доларів США (медіана — 60 556), а середній дохід на одну сім'ю — 116 523 долари (медіана — 80 694). За межею бідності перебувало 7,8 % осіб, у тому числі 7,0 % дітей у віці до 18 років та 13,6 % осіб у віці 65 років та старших.
Цивільне працевлаштоване населення становило 179 осіб. Основні галузі зайнятості: роздрібна торгівля — 25,7 %, освіта, охорона здоров'я та соціальна допомога — 14,5 %, будівництво — 14,0 %.